# (107393) Bernacca
(107393) Bernacca est un astéroïde de la ceinture principale.

## Description
(107393) Bernacca est un astéroïde de la ceinture principale. Il fut découvert le 1er février 2001 à Cima Ekar par le programme Asiago-DLR Asteroid Survey. Il présente une orbite caractérisée par un demi-grand axe de 2,90 UA, une excentricité de 0,07 et une inclinaison de 3,3° par rapport à l'écliptique.

## Compléments